# G-Powered
G-Powered è il nome di un gruppo musicale eurodance  di ispirazione cristiana, fondato nel 2005 dai finlandesi Kimmo Korpela e Miia Rautkoski.
Il loro primo album, Odottanut oon, è uscito nel mese di novembre, durante il festival Maata Näkyvissä. Nel 2009, hanno raggiunto il terzo posto nell'Eurodanceweb Award con la loro canzone "Kohti unelmaa".
Miia Rautkoski ha lasciato i G-Powered all'inizio del 2013, sostituita dalla nuova vocalist Susanna Korhonen.

## Discografia

### Album
- 2006 - Odottanut oon (I've Been Waiting)[1]
- 2008 - Todellisuus (The Reality)[2]
- 2010 - Trust[3]
- 2011 - Tahdon luottaa (I Want to Trust)